# 雷克斯·查普曼
雷克斯·埃弗里特·查普曼（英語：Rex Everett Chapman，1967年10月5日—），美国NBA联盟前职业篮球运动员。他在1988年的NBA选秀中第1轮第8顺位被夏洛特黄蜂选中。